# Биолошки ритмови, будност и спавање
Планета Земља се састоји од ритмички променљивог окружења. Температура, количина падававина, трајање светлог и тамног периода варирају како током сезоне, тако и током дана. Да би се суочили са овим променама, прилагодили и преживели, организми су развили биолошке ритмове, под којима се подразумевају цикличне промене у понашању и различитим физиолошким процесима који прате правилне промене у окружењу. Будност и спавање су најуочљивији примери ритмичког периодичног понашања. Цикличне промене постоје и у дисању, пулсу, излучивању хормона, телесној температури, моторној активности, радној успешности и сл.
Значај неких биолошких ритмова за преживљавање је очит, али има и неких код којих је значај нејасан, а појава неких ритмова може бити назнака патолошког стања.